# Saison 2009-2010 du FC Zurich
Chronologie
Saison précédente Saison suivante
Le FC Zurich joue pour la saison 2009-2010 en Axpo Super League, la première division suisse. L'équipe entraînée par Bernard Challandes se classe à la septième place à l'issue de la saison avec 45 points. Le FC Zurich est éliminé au troisième tour de la Coupe de Suisse de football 2009-2010 par le FC Bâle. En Coupe d'Europe, le club est éliminé en phase de groupes de la Ligue des champions de l'UEFA 2009-2010, terminant dernier d'une poule composée du Real Madrid CF, de l'AC Milan et de l'Olympique de Marseille.

## Effectif

### Gardiens
| N° | Nom              | Date de naissance | Nationalité |
| 1  | Johnny Leoni     | 30 juin 1984      | Suisse      |
| 22 | Orlando Lattmann | 25 août 1989      | Suisse      |
| 32 | Andrea Guatelli  | 5 mai 1984        | Italie      |

### Défenseurs
| N° | Nom               | Date de naissance | Nationalité |
| 2  | Veli Lampi        | 18 juillet 1984   | Finlande    |
| 3  | Ricardo Rodriguez | 25 août 1992      | Espagne     |
| 4  | Raphael Koch      | 20 janvier 1990   | Suisse      |
| 13 | Florian Stahel    | 10 mars 1985      | Suisse      |
| 15 | Daniel Stucki     | 22 septembre 1981 | Suisse      |
| 16 | Philippe Koch     | 8 février 1991    | Suisse      |
| 19 | Alain Rochat      | 1er février 1983  | Suisse      |
| 21 | Heinz Barmettler  | 21 juillet 1987   | Suisse      |
| 30 | Hannu Tihinen     | 1er juillet 1976  | Finlande    |

### Milieux
| N° | Nom                       | Date de naissance | Nationalité   |
| 5  | Xavier Margairaz          | 7 janvier 1984    | Suisse        |
| 6  | Tito Tarchini             | 5 novembre 1989   | Suisse        |
| 7  | Silvan Aegerter           | 5 mai 1980        | Suisse        |
| 8  | Johan Vonlanthen          | 1er février 1986  | Suisse        |
| 9  | Andres Javier Vasquez     | 16 juillet 1987   | Suède         |
| 10 | Onyekachi Donatus Okonkwo | 13 mai 1982       | Nigeria       |
| 11 | Adrian Nikci              | 10 novembre 1989  | Suisse        |
| 14 | Dusan Predrag Djuric      | 16 septembre 1984 | Suède         |
| 17 | Yassine Chikhaoui         | 22 septembre 1986 | Tunisie       |
| 20 | Milan Gajić               | 17 novembre 1986  | Serbie        |
| 23 | Almen Abdi                | 21 octobre 1986   | Suisse        |
| 26 | Martin Büchel             | 19 février 1987   | Liechtenstein |

### Attaquants
| N° | Nom                | Date de naissance | Nationalité |
| 12 | Alexandre Alphonse | 17 juin 1982      | France      |
| 25 | Admir Mehmedi      | 16 mars 1991      | Suisse      |
| 27 | Marco Schönbächler | 11 janvier 1990   | Suisse      |
| 29 | Eric Hassli        | 3 mai 1981        | France      |

## Ligue des champions

### 1ertour
| Rang | Équipe                 | Pts | J | G | N | P | Bp | Bc | Diff |
| ---- | ---------------------- | --- | - | - | - | - | -- | -- | ---- |
| 1    | Real Madrid CF         | 13  | 6 | 4 | 1 | 1 | 15 | 7  | +8   |
| 2    | Milan AC               | 9   | 6 | 2 | 3 | 1 | 8  | 7  | +1   |
| 3    | Olympique de Marseille | 7   | 6 | 2 | 1 | 3 | 10 | 8  | +2   |
| 4    | FC Zurich              | 4   | 6 | 1 | 1 | 4 | 5  | 14 | -9   |

| 1re journée                    | FC Zurich                          | 2 - 5   | Real Madrid CF                                             | Stade du Letzigrund, Zurich                      |                                                  |
| 15 septembre 2009 20h45 (CEST) | Margairaz 64e (Pen) · Aegerter 65e | (0 - 3) | C.Ronaldo 27e, 89e · Raúl 34e · Higuaín 45+1e · Guti 90+4e | Spectateurs : 24 424 Arbitrage : Martin Atkinson | Spectateurs : 24 424 Arbitrage : Martin Atkinson |
| 15 septembre 2009 20h45 (CEST) | Rapport                            |         |                                                            | Spectateurs : 24 424 Arbitrage : Martin Atkinson | Spectateurs : 24 424 Arbitrage : Martin Atkinson |

| 2e journée                     | Milan AC | 0 - 1   | FC Zurich   | Stadio San Siro, Milan                         |                                                |
| 30 septembre 2009 20h45 (CEST) |          | (0 - 1) | Tihinen 10e | Spectateurs : 32 439 Arbitrage : Florian Meyer | Spectateurs : 32 439 Arbitrage : Florian Meyer |
| 30 septembre 2009 20h45 (CEST) | Rapport  |         |             | Spectateurs : 32 439 Arbitrage : Florian Meyer | Spectateurs : 32 439 Arbitrage : Florian Meyer |

| 3e journée                   | FC Zurich | 0 - 1   | Olympique de Marseille     | Stade du Letzigrund, Zurich                    |                                                |
| 21 octobre 2009 20h45 (CEST) |           | (0 - 0) | Heinze 69e · Bonnart 90+2e | Spectateurs : 22 300 Arbitrage : Damir Skomina | Spectateurs : 22 300 Arbitrage : Damir Skomina |
| 21 octobre 2009 20h45 (CEST) | Rapport   |         |                            | Spectateurs : 22 300 Arbitrage : Damir Skomina | Spectateurs : 22 300 Arbitrage : Damir Skomina |

| 4e journée                   | Olympique de Marseille                                                              | 6 – 1   | FC Zurich    | Stade Vélodrome, Marseille                     |                                                |
| 3 novembre 2009 20h45 (CEST) | Aegerter 3e (csc) · Abriel 11e · Niang 51e · Hilton 80e · Cheyrou 87e · Brandão 90e | (2 – 1) | Alphonse 31e | Spectateurs : 56 282 Arbitrage : Craig Thomson | Spectateurs : 56 282 Arbitrage : Craig Thomson |
| 3 novembre 2009 20h45 (CEST) | Rapport                                                                             |         |              | Spectateurs : 56 282 Arbitrage : Craig Thomson | Spectateurs : 56 282 Arbitrage : Craig Thomson |

| 5e journée                    | Real Madrid CF | 1 – 0   | FC Zurich | Stade Santiago Bernabéu, Madrid              |                                              |
| 25 novembre 2009 20h45 (CEST) | Higuaín 21e    | (1 – 0) |           | Spectateurs : 67 867 Arbitrage : Alain Hamer | Spectateurs : 67 867 Arbitrage : Alain Hamer |
| 25 novembre 2009 20h45 (CEST) | Rapport        |         |           | Spectateurs : 67 867 Arbitrage : Alain Hamer | Spectateurs : 67 867 Arbitrage : Alain Hamer |

| 6e journée                   | FC Zurich              | 1 – 1   | Milan AC             | Stade du Letzigrund, Zurich                    |                                                |
| 8 décembre 2009 20h45 (CEST) | Gajić 29e · Rochat 63e | (1 – 0) | Ronaldinho 64e (Pen) | Spectateurs : 24 100 Arbitrage : Pedro Proença | Spectateurs : 24 100 Arbitrage : Pedro Proença |
| 8 décembre 2009 20h45 (CEST) | Rapport                |         |                      | Spectateurs : 24 100 Arbitrage : Pedro Proença | Spectateurs : 24 100 Arbitrage : Pedro Proença |